# El último concierto (película de 2012)
El último concierto (A Late Quartet) es una película dramática estadounidense dirigida por Yaron Zilberman y estrenada en 2012.

## Sinopsis
Las miembros de un cuarteto de cuerda de fama internacional se estremecen cuando se enteran de la grave enfermedad que padece el violonchelista, el músico mayor del grupo, Peter Mitchell (Christopher Walken). El cuarteto Fugue String se acerca a su 25 aniversario y el inesperado suceso obliga a sus miembros a revaluar sus relaciones interpersonales. Tras diagnosticarle que padece la enfermedad de Parkinson, Peter anuncia su decisión de tocar un último concierto antes de retirarse. 
Mientras tanto, el segundo violinista, Robert (Philip Seymour Hoffman), expresa su deseo de alternar el primer papel de violinista, que durante mucho tiempo ocupó Daniel (Mark Ivanir). Robert está casado con Juliette (Catherine Keener), la viola del grupo. Al descubrir que Juliette no lo apoya en este asunto, Robert tiene una aventura de una noche. Para complicar aún más las cosas, su hija, Alexandra (Imogen Poots), comienza una aventura con Daniel, por quien su madre una vez suspiraba. Sin embargo, unidos por sus años de colaboración, el cuarteto buscará una despedida adecuada a su pasión compartida por la música y, tal vez, incluso un nuevo comienzo.

## Ficha técnica
- Título : El último cuarteto
- Título original : A Late Quartet
- Realización : Yaron Zilberman
- Guion : Seth Grossman y Yaron Zilberman
- Música : Angelo Badalamenti
- Montaje : Yuval Shar
- Fotografía : Frederick Elmes
- Productor : Vanessa Coifman, David Faigenblum, Emanuel Michael, Tamar Sela, Mandy Tagger y Yaron Zilberman
  - Productor delegado : Adi Ezroni, Ted Hartley, Cassandra Kulukundis, Peter Pastorelli
  - Productor ejecutivo : Peter Pastorelli
  - Coproductora : Annabelle Quezada
- Sociedad de producción : Opening Night Productions, RKO Pictures
- Sociedades de distribución : Entertainment One y Metropolitan Filmexport
- País : Estados Unidos
- Duración : 105 minutos
- Género : Drama
- Fechas de estreno : 
  - Estados Unidos : 2 de noviembre de 2012
  - Canadá :  23 de noviembre de 2012
  - Australia : 14 de marzo de 2013
  -  Reino Unido : 5 de abril de 2013
  - Belgique,  Francia : 10 de julio de 2013

## Reparto
- Catherine Keener : Juliette Gelbart
- Christopher Walken : Peter Mitchell
- Philip Seymour Hoffman : Robert Gelbart
- Mark Ivanir : Daniel Lerner
- Imogen Poots : Alexandra Gelbart
- Madhur Jaffrey : Dr Nadir
- Liraz Charhi : Pilar
- Wallace Shawn : Gideon Rosen
- Anne Sofie von Otter : Miriam